# 張鳳書
張鳳書（英語：Phoenix Chang，1971年6月14日—），台灣女演員、主持人，基督徒。1995參演電視劇《我們一家都是人》出道演藝圈，2000年憑藉華視古裝劇《懷玉公主》開始被觀眾熟知。

## 生平與爭議
張鳳書為國立藝術學院戲劇系主修表演畢業，由舞台劇演員起步，繼而進入電視圈，後逐漸成為台灣本土劇女主角，人稱「本土劇一姐」。演出《無你較快活》、《飛龍在天》、《臺灣霹靂火》、《日正當中》、《意難忘》等，都是紅極一時。但也在拍攝《意難忘》期間的2006年，與建築師王朧賢步入婚姻、請了較長的婚假再回來收尾《意難忘》。次年2007年，生一子。婚後回歸家庭，專心相夫教子逐漸息影、轉向主持界和上通告為主。數十年來，主要擔任頗獲好評的「美食鳳味」主持人，節目於2021年轉型《大嫂研究所》後無預警停播。自2016年起，擔任A.A.無添加協會公益顧問。
2016年11月19日，張鳳書在私人臉書上表示，她認為同性戀者和異性戀者，不應該共同使用同一條法規，「同婚法請另訂新法，不要和異婚共用一法條，明明不同，為何一定要用同一條法？」也要同性戀者「爭取自己的廁所」；她表明自己並不是要反對同性婚姻，「是反對你們一直要改我們的！不然誰管你要嫁給誰呀」。此言論引起支持LGBT的網友不滿，紛紛發出聲明譴責張鳳書此番言論是對LGBT族群嚴重的歧視。

## 電視劇
| 年份   | 頻 道      | 劇名                             | 飾 演                |
| ------ | ---------- | -------------------------------- | -------------------- |
| 1995年 | 超視       | 《我們一家都是人》               | 小鳳                 |
| 1997年 | 華視       | 《美麗好女人》                   |                      |
| 1997年 | 民視       | 《再叫一聲爸爸》                 | 丁淑惠               |
| 1998年 | 民視       | 《台灣作家劇場》-結婚            | 曾美霞               |
| 1998年 | 民視       | 《星座男女系列》-男金牛VS.女天蠍 | 艾真                 |
| 1998年 | 民視       | 《深情孤女的願望》               | 周明月               |
| 1999年 | 民視       | 《七世夫妻之梁山伯與祝英台》     | 銀心                 |
| 1999年 | 華視       | 《土地公傳奇》                   | 楚月                 |
| 2000年 | 華視       | 《懷玉公主》                     | 建寧公主             |
| 2000年 | 民視       | 《無你較快活》                   | 徐如玉               |
| 2000年 | 民視       | 《飛龍在天》                     | 何明秀               |
| 2001年 | 台視       | 《春風》                         | 陳阿滿               |
| 2001年 | 台視       | 《台灣英雄‧斧頭將軍》            | 邱香蘭               |
| 2002年 | 三立台灣台 | 《台灣霹靂火》                   | 周碧玉 邢速蘭        |
| 2002年 | 中國大陸   | 《偶然》                         | 華之齡               |
| 2002年 | 中視       | 《星砂》                         | 美麗主播             |
| 2003年 | 民視       | 《日正當中》                     | 李英琪               |
| 2004年 | 中國大陸   | 《煙花三月》                     | 官映心               |
| 2004年 | 民視       | 《意難忘》                       | 賴麗珠 方麗珠        |
| 2008年 | 三立台灣台 | 《我一定要成功》                 | 王淑華(Nancy) (客串) |
| 2008年 | 三立台灣台 | 《真情滿天下》                   | 陳雅雯               |
| 2009年 | 中視       | 《老王同學會》                   | 張菁菁               |
| 2010年 | 華視       | 《帶子英雄》                     | 沈靜芬               |
| 2010年 | 三立台灣台 | 《家和萬事興》                   | 夏永真               |
| 2015年 | 中視       | 《願望清單》                     | 徐怡方               |
| 2022年 | 三立台灣台 | 《一家團圓》                     | 楊慈英               |

## 電影
| 年 份  | 片 名                | 飾 演 |
| ------ | -------------------- | ----- |
| 1991年 | 《情定威尼斯》       | 同學  |
| 1994年 | 《多桑》             |       |
| 1997年 | 《火燒島之橫行霸道》 |       |
| 1997年 | 《藍月》             |       |
| 1997年 | 《第九類媽媽》       |       |
| 1997年 | 《上帝得意的笑》     |       |
| 1998年 | 《假面超人》         |       |
| 1998年 | 《蘭陽溪少年》       | 小鳳  |
| 2002年 | 《魯賓遜漂流記》     | Vicky |
| 2004年 | 《20 30 40》         | 艾美  |

## 舞台劇
| 劇名         | 劇團名稱                       | 職務           |
| ------------ | ------------------------------ | -------------- |
| 《一夫二主》 | 表演工作坊                     | 演員           |
| 《年少輕狂》 | 戲盒劇團                       | 演員、執行製作 |
| 《浮士德》   | 熱氣球劇團                     | 演員           |
| 《莎姆雷特》 | 屏風劇團（上海莎士比亞戲劇節） | 演員           |
| 《新馴悍記》 | 果陀劇團                       | 演員           |
| 《秋聲賦》   | 國立藝術學院秋季公演           | 演員           |
| 《北京人》   | 國家戲劇院公演                 | 演員           |
| 《夢幻劇》   | 國立藝術學院春季公演           | 演員           |
| 《楊平之死》 | 國立藝術學院畢業公演           | 演員           |
| 《蝴蝶君》   | 國家戲劇院實驗劇展             | 導演助理       |

## 主持作品

### 電視
| 年份   | 頻道       | 節目名稱                   |
| ------ | ---------- | -------------------------- |
| 1997年 | 衛普電腦台 | 《來來玩網》               |
| 1997年 | 緯來體育台 | 《快樂棒球村》             |
| 1999年 | 超級太陽台 | 《美味小鋪》               |
| 1999年 | 衛視中文台 | 《生活狂想曲》             |
| 1999年 | 衛視中文台 | 《飛碟巨星周末嘉年華》     |
| 2004年 | 年代MUCH台 | 《房事紅不讓》             |
| 2005年 | 超視       | 《美麗俏佳人》             |
| 2005年 | 超視       | 《生活大赢家》             |
| 2005年 | 超視       | 《新聞挖挖哇》(代班)       |
| 2005年 | 東森綜合台 | 《開運萬事通》(代班)       |
| 2007年 | 三立台灣台 | 《美食鳳味》               |
| 2008年 | 三立都會台 | 《型男大主廚》(代班)       |
| 2008年 | 三立台灣台 | 《幸福家庭計畫》           |
| 2010年 | 三立台灣台 | 《台灣尚青》(代班)         |
| 2012年 | 緯來綜合台 | 《姐妹淘心话》(代班)       |
| 2012年 | 台视       | 《百萬大明星》（評審之一） |
| 2013年 | 三立都會台 | 《超級糾察隊》             |
| 2020年 | 緯來綜合台 | 《醫次搞定》               |
| 2021年 | 三立台灣台 | 《大嫂研究所》             |
| 2022年 | 年代MUCH台 | 《全民好健康》             |

### 典禮主持
| 年份   | 活動名稱                         |
| ------ | -------------------------------- |
| 2000年 | 金馬獎星光大道主持人（與巫啟賢） |

## 音樂作品

### 電視單曲
| 年份   | 曲別               | 歌曲名稱 | 演唱人                             |
| ------ | ------------------ | -------- | ---------------------------------- |
| 2000年 | 『飛龍在天』片頭曲 | 飛龍在天 | 江宏恩、黃少祺、賈靜雯、張鳳書合唱 |
| 2001年 | 『水晶情人』片頭曲 | 手紋     | 王耿豪、張鳳書合唱                 |

## MV
| 年份   | 歌曲名         | 演唱人 |
| ------ | -------------- | ------ |
| 1994年 | 《說謊的女人》 | 辛曉琪 |
| 1992年 | 《中等美女》   | 剛澤斌 |

## 出版作品

### 書籍
| 年份   | 書名                                                                                        | 出版社        |
| 2013年 | 《媽咪，好吃耶！張鳳書的幸福親子好食光》                                                    | 尖端 出版     |
| 2021年 | 《高效率癌症照顧心法 張鳳書陪伴爸爸走過治療路，心情佳、營養優、體能好，逐步展開癌後新人生》 | 天下生活 出版 |

### 杂志
| 年份   | 雜誌名               | 出版社 |
| 2013年 | 《食尚小玩家》五月號 | 英特發 |